# Marcetia lychnophoroides
Marcetia lychnophoroides är en tvåhjärtbladig växtart som beskrevs av Angela Borges Martins. Marcetia lychnophoroides ingår i släktet Marcetia och familjen Melastomataceae. Inga underarter finns listade i Catalogue of Life.